# Dina Becht

Dina Becht, operazangeres

Dina Becht (Amsterdam, 7 februari 1883 - Den Haag, 28 juli 1967) was een bekende Nederlandse mezzosopraan.
In 1918, op 35-jarige leeftijd, trouwde zij met de Nederlandse componist Daniël Ruyneman, die een speciaal muziekstuk aan haar opdroeg en verhuisde met hem naar Groningen. Zij gaf veel concerten in het buitenland en scheidde van Ruyneman in 1929, waarna zij ongetrouwd bleef.

## Huwelijken
- Fokko Bos: 11 augustus 1904 - overleden 27 maart 1905 in Den Haag
- Gerardus Heller: 13 juni 1906 in Bussum - gescheiden 30 juni 1916 in Amsterdam
- Daniël Ruyneman: 17 mei 1918 in Amsterdam - gescheiden 9 maart 1929 in Groningen

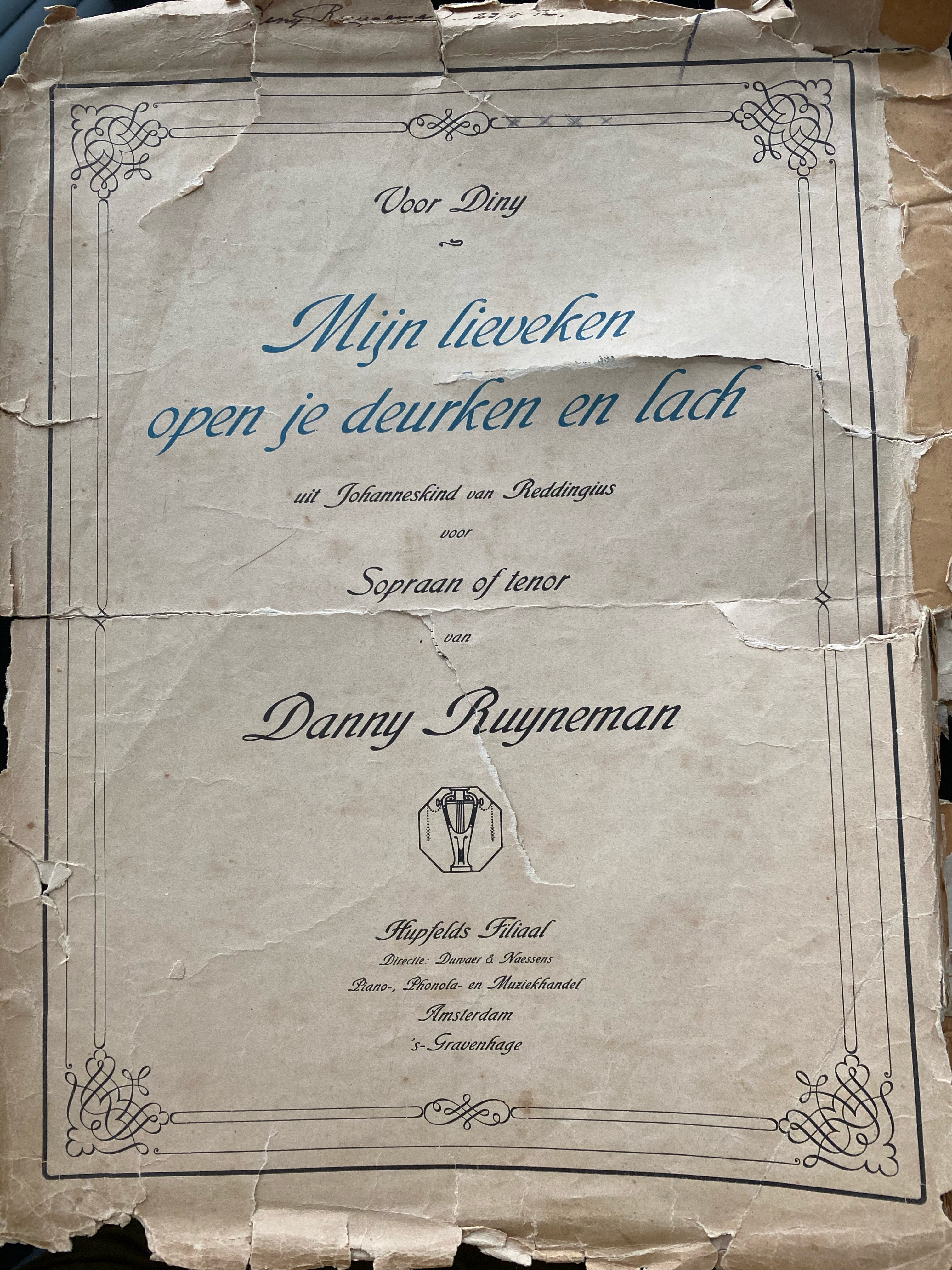
bladmuziek van Ruyneman met opdracht